# Murals de l'Oxford Union
Els Murals de l'Oxford Union (1857–1859) són una sèrie d'ornaments en forma de murals que es troben a l'edifici de la biblioteca Oxford Union. La sèrie va ser executada per un equip d'artistes prerafaelites com Dante Gabriel Rossetti, William Morris i Edward Burne-Jones. Les pintures representen escenes del mite artúric.
Els murals van ser encarregats per John Ruskin i el tema probablement va ser triat com a resultat de l'interès dels prerafaelites en temes artúrics, com les il·lustracions de l'edició de Tennyson de 1857 d'Edward Moxon. A més de Rossetti, Morris i Burne-Jones, diversos artistes van acceptar contribuir-hi. Aquests van ser els pintors Val Prinsep, Arthur Hughes, J. H. Pollen, John Roddam Spencer Stanhope i l'escultor Alexander Munro.
El procés de pintar els murals era notòriament caòtic. Ruskin va dir que els artistes estaven "una mica bojos i que és molt difícil manejar-los". Com que els murals eren pintats directament a la paret sense guix ni una pintura subterrània adequada, van començar a deteriorar-se molt ràpidament. William Morris va tornar a pintar completament el seu disseny per al sostre.
L'obra principal de Rossetti va ser La Visió del Sant Grial de Sir Lancelot. Burne-Jones va pintar Nimue porta Sir Peleus a Ettarde després de la seva disputa. Morris va executar La gelosia de Sir Palomides de Sir Tristrany i Isolda, tot i que el seu treball s'ha descrit com "maldestrament i torpement pintat, però amb el fons de les fulles i les flors" va revelar les seves habilitats en el disseny.
Jane Burden, qui més tard es casaria amb William Morris, apareix per primera vegada com a model als murals d'Oxford. Rossetti i Burne-Jones van notar la presència d'aquesta model quan visitaven el teatre d'Oxford amb la seva germana. Impulsats i atrapats per la bellesa de Jane, van buscar-la perquè els fes de model, i per poder convertir-la en la seva musa.
El 1906 en William Holman Hunt, company prerafaelita de Rossetti, que no havia participat directament en aquesta obra, va escriure un llibre sobre la història de les decoracions.